# 大字畑 (北九州市八幡西区)
大字畑（おおあざはた）は福岡県北九州市八幡西区の大字。住居表示未実施。郵便番号は807-1124。

## 地理
八幡西区の南東部を占め、南西に大字金剛、西に大字馬場山，馬場山東，下畑町，東石坂町、北西に小嶺台，大字小嶺、北に大字上上津役に接し、東に八幡東区，南東に小倉南区、南に直方市と接する。

### 河川
- 一級河川 黒川
- 準用河川 白木川
- 普通河川 草木川
- 普通河川 中畑川

### 湖沼
- 畑貯水池
- 白木貯水池

## 地域の特徴
八幡西区の面積の約6分の1を占める、区内で最も大きな町・字である。山林地帯となっており、南端に金剛山，尺岳がある。山岳部の国有林は自然休養林として開放され、北九州国定公園に指定されている。地中を東西に九州自動車道のトンネルが通る。また、東縁から進入した県道61号小倉中間線が一旦南下した後、北西に向きを変え畑貯水池の南側に沿って北西縁から下畑町へ抜けていく。県道沿いには川魚料理店が点在し、千本桜展望駐車場から見える音滝（いんたき）千本桜は畑貯水池と共に桜の名所となっている。音滝山釈王寺は畑の観音，音滝観音，瞽女（ごぜ）観音とも呼ばれ、観音堂のそばにある洞窟の水は眼病を治すとの言い伝えがある。畑貯水池付近には畑キャンプセンター，尺岳神社がある。

## 歴史

### 地名の由来
遠賀郡畑村に由来する。

### 沿革
- 1878年（明治11年）11月1日 - 郡区町村編制法の福岡県での施行により、行政区画としての遠賀郡が発足。遠賀郡畑村となる。
- 1889年（明治22年）4月1日 - 町村制施行により、香月村、楠橋村、馬場山村、畑村の4村が合併し、香月村が発足。畑村は香月村大字畑となる。[4]
- 1931年（昭和6年）4月1日 - 香月村が町制施行し、香月町が発足。香月村大字畑は香月町大字畑となる[4]。
- 1955年（昭和30年）4月1日 - 香月町が八幡市の一部となり、香月町大字畑は八幡市大字畑となる[4]。
- 1963年（昭和38年）2月1日 - 八幡市、戸畑市、小倉市、若松市、門司市の5市が合併し、北九州市が発足。八幡市大字畑は北九州市八幡区大字畑となる。
- 1963年（昭和38年）4月1日 - 北九州市が政令指定都市に指定され、八幡区、戸畑区、小倉区、若松区、門司区の5区を設置。北九州市八幡区大字畑は北九州市八幡区大字畑となる。
- 1974年（昭和49年）4月1日 - 八幡区が八幡西区と八幡東区に分かれ、北九州市八幡西区大字畑となる[5]。
- 1986年（昭和61年） - 大字畑の一部が下畑町，東石坂町になる[6][7][8]。

## 世帯数と人口
2025年（令和7年）3月31日現在（北九州市発表）の世帯数と人口は以下の通りである。
| 大字   | 世帯数 | 人口 |
| ------ | ------ | ---- |
| 大字畑 | 55世帯 | 84人 |

### 人口の変遷
国勢調査による人口の推移。
| 1995年（平成7年）  | 211人 | [ 9 ]  |  |
| 2000年（平成12年） | 202人 | [ 10 ] |  |
| 2005年（平成17年） | 168人 | [ 11 ] |  |
| 2010年（平成22年） | 155人 | [ 12 ] |  |
| 2015年（平成27年） | 245人 | [ 13 ] |  |
| 2020年（令和2年）  | 251人 | [ 14 ] |  |

### 世帯数の変遷
国勢調査による世帯数の推移。
| 1995年（平成7年）  | 42世帯 | [ 9 ]  |  |
| 2000年（平成12年） | 39世帯 | [ 10 ] |  |
| 2005年（平成17年） | 32世帯 | [ 11 ] |  |
| 2010年（平成22年） | 29世帯 | [ 12 ] |  |
| 2015年（平成27年） | 33世帯 | [ 13 ] |  |
| 2020年（令和2年）  | 31世帯 | [ 14 ] |  |

## 学区
市立小・中学校に通う場合、学区は以下の通りとなる。
| 番地 | 小学校               | 中学校               |
| ---- | -------------------- | -------------------- |
| 全域 | 北九州市立池田小学校 | 北九州市立千代中学校 |

## 交通

### 道路
- 県道61号小倉中間線

## 施設

### 公共施設
- 畑キャンプセンター

### 寺社
- 尺岳神社
- 音滝山（畑観音）釈王寺